# 舞子スノーリゾート
舞子スノーリゾート（まいこスノーリゾート）は、新潟県南魚沼市舞子に位置する関越道沿線のスキー場である。
ホスピタリティパートナーズグループの「スマイルスキーリゾート」が運営している。かつては東京ドームの関連会社が運営していた（後述）。

## 概要
ゲレンデは舞子ゴンドラを中心線に、「舞子エリア」「長峰エリア」「奥添地エリア」の3つのエリアに分かれている。舞子エリアは、舞子高原ホテルを中心にリフトとコースが配置されており、スノーパークも用意されている。長峰エリアは舞子ゴンドラ山頂駅からのランランコースが中心で山麓まで最長6,000mの滑走が可能である。奥添地エリアは眺望の良い中級、上級コースが中心。また、非圧雪コースが用意されている。3つのエリアで、合計24コースの多種多様なコースを有す。

## 歴史
1959年12月20日、石打後楽園スキー場として開場。
2007年5月31日までは東京ドームのグループ会社である株式会社東京ドーム・リゾートオペレーションズが経営する舞子後楽園スキー場（旧称 石打後楽園スキー場→舞子高原後楽園スキー場）であったが、2007年2月23日に締結した基本合意に基づき同年4月27日に株式会社東京ドームとモルガン・スタンレー証券の間で本スキー場を含む複数のゴルフ・レジャー資産及び営業譲渡契約が締結され、同6月1日より新しいの運営形態となった。モルガン・スタンレーグループが運営する不動産ファンドが設立したセントレジャー・グループのスポーツ・レジャー管理会社のひとつである株式会社セントレジャー・舞子リゾートが運営していたが、2011年12月よりホスピタリティパートナーズグループである株式会社スマイルスキーリゾートが事業を継承し、2012年6月より「舞子スノーリゾート」に名称を変更した。

## 施設
ゲレンデ内には山麓のみならず中腹にもレストハウスが点在している。
宿泊利用者と日帰り利用者とは駐車場が異なる。日帰り利用者はスキーセンター前のゴンドラパーキングを利用する。路線バスは、舞子高原ホテル前にもゴンドラパーキングにも停車するので宿泊・日帰りとも利用できる。（土曜日のみ駐車料金1,000円）
- 舞子高原ホテル
1997年12月に「舞子後楽園ホテル」として開業し、後に「セントレジャー舞子ホテル」に改名した。2008年より夏季の営業を休止していたが、2012年より再開。
敷地面積12,101m2、建築面積2,746m2、延床面積 9,559m2、7階建ての建物に3名用および4名用の洋室が55室、6名用および7名用の和室および和洋室が10室の計62室のほか、レストランや会議室を有する。また、温泉も引湯されている。
- 舞子高原ロッジ
- スキーセンター
レストラン、更衣室、チケットセンター、レンタルスキー・ボード、温泉施設、おみやげ販売、託児室がある。

## 索道
| 名称                  | 定員 | 路線長 | 備考                      |
| --------------------- | ---- | ------ | ------------------------- |
| 舞子ゴンドラ          | 6名  | 2,736m |                           |
| 奥添地クワッド        | 4名  | 808m   |                           |
| 奥添地ペア            | 2名  | 510m   |                           |
| 長峰第2クワッド       | 4名  | 1,315m |                           |
| 長峰第1クワッドリフト | 4名  | 1,298m |                           |
| シャトルペア          | 2名  | 195m   |                           |
| 舞子トリプル          | 3名  | 930m   |                           |
| 舞子センタークワッド  | 4名  | 725m   |                           |
| 舞子第2ペア           | 2名  | 508m   |                           |
| 舞子第1ペア           | 2名  | 745m   |                           |
| 舞子ファミリー        | 2名  | 440m   | 2019-2020シーズンより休止 |
| 長峰第1ペア           | 2名  | 980m   | 1998年頃に廃止            |

## 交通
- 公共交通機関
  - JR上越新幹線・上越線 越後湯沢駅から無料シャトルバスに乗車。舞子高原ホテルまで約20分、日帰りスキーセンターまで約30分[2]。
- 自動車
  - 関越自動車道塩沢石打インターチェンジより約1分。